# Románia az 1928. évi téli olimpiai játékokon
Románia a svájci St. Moritzban megrendezett 1928. évi téli olimpiai játékok egyik részt vevő nemzete volt. Az országot az olimpián 1 sportágban 10 sportoló képviselte, akik érmet nem szereztek. Románia először vett részt a téli olimpiai játékokon.

## Bob
| Versenyző                                                                      | 1. futam | 1. futam | 2. futam | 2. futam | Összesítés | Összesítés |
| Versenyző                                                                      | Idő      | Hely.    | Idő      | Hely.    | Idő        | Helyezés   |
| ------------------------------------------------------------------------------ | -------- | -------- | -------- | -------- | ---------- | ---------- |
| Alexandru Berlescu Eugen Ştefănescu Petre Petrovici Tita Rădulescu Horia Roman | 1:47,3   | 21.      | 1:44,9   | 13.      | 3:32,2     | 19.        |
| Grigore Socolescu Ion Gavăţ Traian Niţescu Toma Ghiţulescu Mircea Socolescu    | 1:43,8   | 13.      | 1:40,8   | 4.       | 3:24,6     | 7.         |